# 短芒拂子茅
短芒拂子茅（学名：Calamagrostis hedinii）为禾本科拂子茅属下的一个种。

## 扩展阅读
- 維基物種上的相關：短芒拂子茅